# Cantón de Francescas
El cantón de Francescas era una división administrativa francesa, que estaba situada en el departamento de Lot y Garona y la región de Aquitania.

## Composición
El cantón estaba formado por siete comunas:
- Fieux
- Francescas
- Lamontjoie
- Lasserre
- Moncrabeau
- Nomdieu
- Saint-Vincent-de-Lamontjoie

## Supresión del cantón de Francescas
En aplicación del Decreto n.º 2014-257 de 26 de febrero de 2014, el cantón de Francescas fue suprimido el 22 de marzo de 2015 y sus 7 comunas pasaron a formar parte del nuevo cantón de L'Albret.